# Свети Георги (Пендалофос)
Вижте пояснителната страница за други значения на Свети Георги.
„Свети Георги“ (на гръцки: Αγίου Γεωργίου Πενταλόφου) е православна църква в село Пендалофос (Жупан), Егейска Македония, Гърция, част от Сисанийската и Сятищка епархия.
Църквата е построена през 1870 година в горната махала на селото в подножието на Румани. Храмът е един от най-красивите в Населица и е много добре поддържан.